# 지멘스 (단위)
지멘스(siemens, 기호 S)는 전기 전도도의 국제 단위이다. 옴의 역수와 같다. 다시 말해, 1 볼트의 전압이 걸렸을 때 1 암페어의 전류를 통과시키는 전도도이다.

## 어원 및 역사
독일의 발명가이자 사업가인 에른스트 베르너 폰 지멘스의 이름을 땄다. 14번째 국제도량형총회에서 1971년 SI단위로 채택되었다. 인명을 딴 단위이므로, 그 기호는 대문자이다. (반면 소문자 s는 초의 기호다.)
간혹 "지멘스"라는 이름 대신 모(mho, 기호 ℧)라는 이름을 쓰기도 한다. 여기서 "모"라는 이름은 옴(ohm)의 철자를 거꾸로 한 것이다. 이 이름은 켈빈이 1883년에 처음 사용했다. 오늘날에는 국제도량형총회의 결정을 따라 "지멘스"를 쓰는 것이 옳다. 단, 필기 중 초(s)와의 혼돈을 막기 위하여 기호를 모 기호(℧)로 쓰는 경우가 있다.

## 정의
전도도 {\displaystyle G}는 전기 저항 {\displaystyle R}의 역수로, 회로를 통과하는 전류 {\displaystyle I}와 회로에 걸린 전압 {\displaystyle V}의 비다. 즉, 기호로 쓰면 다음과 같다.
{\displaystyle G={\frac {1}{R}}={\frac {I}{V}},}
따라서, 전도도의 국제 단위인 지멘스는 저항의 단위인 옴의 역수로, 1 암페어 퍼 볼트와 같다. 식으로 쓰면 다음과 같다.
{\displaystyle \mathrm {[S]} =[\Omega ^{-1}]=[\mathrm {A} /\mathrm {V} ]=[\mathrm {A} ^{2}/\mathrm {W} ]=[\mathrm {kg} ^{-1}\cdot \mathrm {m} ^{-2}\cdot \mathrm {s} ^{3}\cdot \mathrm {A} ^{2}]=[\mathrm {kg} ^{-1}\cdot \mathrm {m} ^{-2}\cdot \mathrm {s} \cdot \mathrm {C} ^{2}]}